# 劉勳 (成化進士)
劉勳（1454年—？），字德光，江西吉安府泰和縣人，民籍，明朝政治人物。

## 生平
江西鄉試第六十名舉人。成化十七年（1481年）中式辛丑科會試第二百二十四名，三甲第一百一十五名進士。二十二年官河南南阳府镇平县知县。

## 家族
曾祖劉子和；祖父劉公望；父劉楘，教諭。母前母蕭氏；母周氏。慈侍下。